# Municipio de Alexandria (Kansas)
El municipio de Alexandria (en inglés: Alexandria Township) está ubicado en el condado de Leavenworth, en el estado de Kansas (Estados Unidos).

## Geografía
El municipio de Alexandria se encuentra ubicado en las coordenadas 39°16′6″N 95°7′33″O / 39.26833, -95.12583. Según la Oficina del Censo de los Estados Unidos, en 2010 tenía una superficie total de 124,52 km², de la cual 123,09 (98,85%) correspondían a tierra firme y 1,43 (1,15%) a agua.

## Demografía
Según el censo de 2010, el municipio de Alexandria estaba habitado por 882 personas y su densidad de población era de 7,08 hab/km². Según su raza, el 96,37% de los habitantes eran blancos, el 0,34% negros o afroamericanos, el 0,57% amerindios o nativos de Alaska, el 0,45% asiáticos, y el 0,57% de otras. Además, el 1,7% pertenecían a dos o más razas y, del total de la población, el 1,13% eran hispanos o latinos de cualquier raza.